# Dauphin de Risso
Grampus griseus
Pour les articles homonymes, voir Risso.
Genre
Espèce
Répartition géographique
Statut de conservation UICN

 LC  : Préoccupation mineure
Statut CITES
Le Dauphin de Risso (Grampus griseus) est une espèce de cétacés de la famille des Delphinidae. Le nom vernaculaire de l'espèce, découverte par Georges Cuvier en 1812, commémore le naturaliste Antoine Risso. C'est la seule espèce du genre Grampus.

## Découverte
Ayant observé et décrit un spécimen de Nice en 1811, Antoine Risso, envoie une notice accompagnée d'un dessin à son ami Georges Cuvier. Celui-ci découvre en 1812 un cadavre de dauphin à Brest, semblable à celui décrit par le pharmacien niçois, dont il étudie le squelette. En signe de reconnaissance pour la contribution de Risso, Cuvier donne le nom commun de dauphin de Risso à l'espèce qu'il vient de découvrir.

## Description

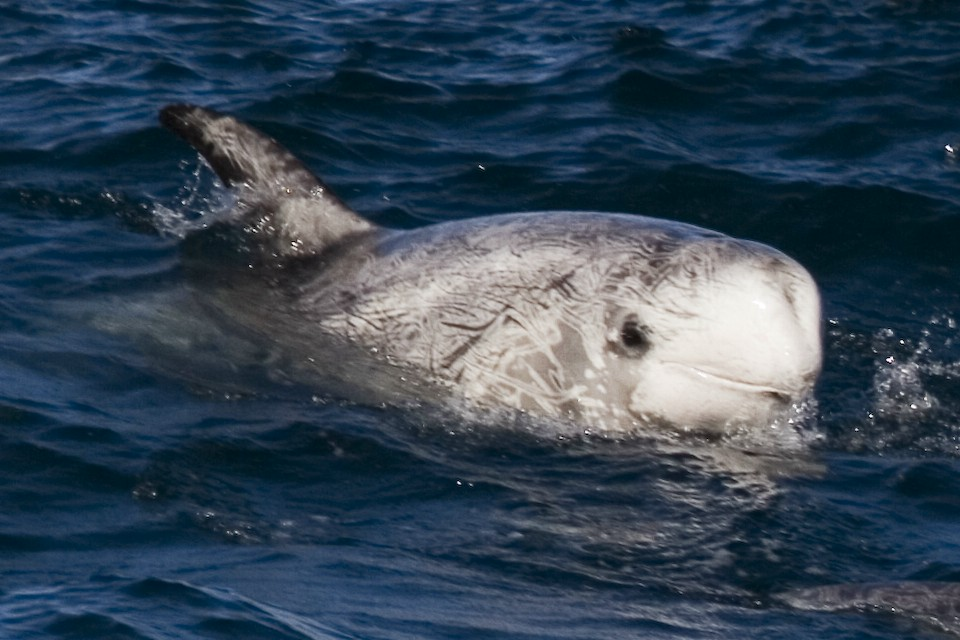
Dauphin de Risso dans son environnement naturel.

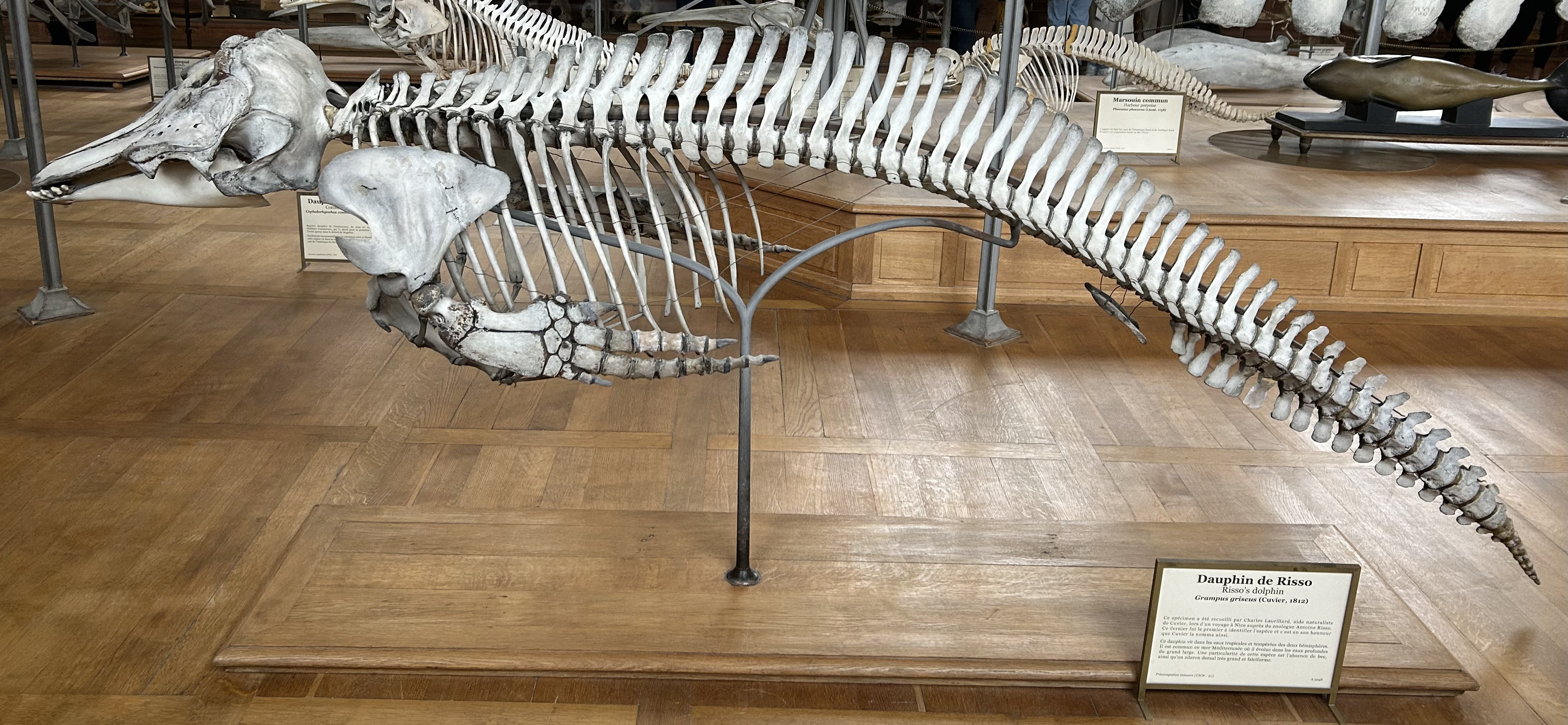
Squelette d'un Dauphin de Risso, provenant de la galerie de paléontologie et d'anatomie comparée du jardin des plantes

Le dauphin de Risso mesure adulte de 2,60 m à 3,5 mètres de long et pèse entre 250 et 400 kg. Sa longévité est d'environ 40 ans, sa vitesse maximale de 30 km/h. Sa peau porte de très nombreuses cicatrices dues aux nombreuses interactions sociales auxquelles il se confronte au cours de sa vie, et leur nombre augmente avec l'âge. En effet, une incapacité de l'épiderme supérieure à se renouveler contribue à la persistance de ces balafres. Ainsi, même si la peau du dauphin de Risso est initialement gris foncé, il est souvent recouvert de marques gris clair, et certains individus en deviennent même totalement blancs comme les bélougas tandis que d'autres peuvent rester aussi foncés que des globicéphales. Dépourvu de rostre, il porte cependant une rainure au centre du front, unique chez les cétacés, de l'évent à la « lèvre », visible de près. De loin, la nageoire dorsale, qui est la plus longue de tous les cétacés, proportionnellement à la longueur du corps, peut laisser penser qu'il s'agit d'une orque femelle ou jeune.

## Comportement
Il nage généralement par groupe de 5 à 20 individus. Il effectue des plongées de 5 à 7 min en moyenne, avec une durée maximale de 30 min. Espèce teutophage (de), son régime alimentaire est essentiellement constitué de calmars. Il n'est pas rare d'observer un dauphin de Risso en compagnie d'autres espèces de cétacés telles que le dauphin bleu et blanc et le dauphin commun à bec court, mais un tel comportement demeure néanmoins toujours inexpliqué.

## Reproduction
Le dauphin de Risso atteint sa maturité sexuelle entre 10 et 13 ans, et la période de gestation chez la femelle s'étend à 13 ou 14 mois ou de 11 à 16 mois. Le petit, à la naissance mesure environ 1,40 m pour 20 kg. Il est allaité et sevré en 1 an et demi ou 2 ans. L'intervalle entre deux mises à bas pourrait atteindre 7 ans.

## Répartition
Assez abondant et largement réparti dans les eaux tropicales et tempérées des deux hémisphères, le dauphin de Risso préfère les eaux profondes du grand large mais est souvent observé autour des îles Britanniques à moins de 11 km du rivage. Il est commun en mer Méditerranée, où la population de l'espèce est estimée à 3 000 individus.

### GenreGrampus
- (en) Mammal Species of the World (3e  éd., 2005) :  Grampus
- (fr + en) ITIS : Grampus  Gray, 1828
- (en) Animal Diversity Web : Grampus
- (en) NCBI : Grampus (taxons inclus)
- (fr + en) CITES : genre Grampus (sur le site de l’UNEP-WCMC)

### EspèceGrampus griseus
- (en) Animal Diversity Web : Grampus griseus (consulté le 4 juillet 2014)
- (en) Catalogue of Life : Grampus griseus (G. Cuvier, 1812) (consulté le 16 décembre 2020)
- (en) CITES : Grampus griseus (G. Cuvier, 1812)  (+ répartition sur Species+) (consulté le 19 mai 2015)
- (fr) CITES : taxon  Grampus griseus (sur le site du ministère français de l'Écologie) (consulté le 19 mai 2015)
- (fr) DORIS : espèce Grampus griseus (consulté le 4 juillet 2014)
- (fr) INPN : Grampus griseus  (G. Cuvier, 1812) (TAXREF)  (consulté le 4 juillet 2014)
- (fr + en) ITIS : Grampus griseus  (G. Cuvier, 1812) (consulté le 4 juillet 2014)
- (en) Mammal Species of the World (3e  éd., 2005) :  Grampus griseus   G. Cuvier, 1812 (consulté le 4 juillet 2014)
- (en) North American Mammals : Grampus griseus  (consulté le 4 juillet 2014)
- (en) NCBI : Grampus griseus (taxons inclus) (consulté le 4 juillet 2014)
- (fr) SeaLifeBase : espèce Grampus griseus (+ noms communs) (consulté le 4 juillet 2014)
- (en) Paleobiology Database : Grampus griseus  Cuvier 1812 (consulté le 4 juillet 2014)
- (en) UICN : espèce Grampus griseus (G. Cuvier, 1812) (consulté le 19 mai 2015)
- (en) WoRMS : espèce Grampus griseus (G. Cuvier, 1812) (consulté le 4 juillet 2014)
- (en) Fonds documentaire ARKive : Grampus griseus